# Nauru
Nauru (ang. Nauru, naur. Naoero), oficjalnie Republika Nauru (ang. Republic of Nauru, nauruański Republik Naoero) wcześniej nazywana Pleasant Island – wyspiarskie mikropaństwo położone w zachodniej części Oceanu Spokojnego, w Mikronezji, w odległości około 42 km na południe od równika. Jest najmniejszą republiką na świecie, zarówno pod względem wielkości (21,3 km²), jak i liczby ludności oraz trzecim, po Watykanie i Monako, najmniejszym państwem na świecie. Wielkość wyłącznej strefy ekonomicznej wynosi 308 480 km², natomiast powierzchnia wód terytorialnych to 41 km².
Zasiedlone przez ludy Mikronezji i Polinezji, Nauru zostało zaanektowane przez Cesarstwo Niemieckie w 1888 i pozostawało jego kolonią do 1914, gdy zajęły go wojska australijskie. Po I wojnie światowej Nauru stało się terytorium mandatowym kategorii C Ligi Narodów, administrowanym przez Wielką Brytanię. Podczas II wojny światowej Nauru było okupowane przez wojska japońskie.
Po zakończeniu wojny Nauru zostało przekształcone w terytorium powiernicze ONZ i jako jedyne było administrowane przez trzy państwa: Australię, Nową Zelandię oraz Wielką Brytanię. Państwo ogłosiło swoją niepodległość 31 stycznia 1968 roku.
W pierwszej połowie XX wieku Nauru całkowicie utrzymywało się z wydobycia fosforytów. Na Nauru znajdowały się wówczas jedne z największych złóż tych skał na świecie. Przed uzyskaniem przez wyspę niepodległości eksploatowały je Australia (w ramach British Phosphate Commission), a przedtem też Wielka Brytania i Niemcy. Jednakże po proklamowaniu niepodległości rząd znacjonalizował złoża, powołując do życia Nauruańską Korporację Fosforytową (NPC) w celu podjęcia ich eksploatacji. Z tego powodu w latach sześćdziesiątych i siedemdziesiątych XX wieku Nauru mogło się cieszyć z jednego z najwyższych dochodów na jednego mieszkańca na świecie.
W latach osiemdziesiątych rezerwy złóż zaczęły się wyczerpywać, jednocześnie środowisko na wyspie zostało poważnie naruszone, co z kolei przełożyło się na niestabilność rządów. W latach dziewięćdziesiątych Nauru stało się rajem podatkowym, przez co w pierwszym dziesięcioleciu XXI wieku znalazło się pod presją organizacji zwalczającej pranie brudnych pieniędzy. Na skutek nieudanych inwestycji i korupcji rządu zyski wypracowane w poprzednich dekadach zostały roztrwonione, a głównym źródłem dochodów na wyspie stała się pomoc od australijskiego rządu.
Najwyższym organem ustawodawczym na Nauru jest 19-osobowy parlament, a najwyższym organem wykonawczym rada ministrów, składająca się zwykle z pięciu ministrów ze stojącym na czele prezydentem (będącym jednocześnie szefem rządu). W przeszłości na Nauru istniały także: Rada Wodzów Nauru, Lokalna Rada Samorządowa Nauru oraz Rada Legislacyjna Nauru.

## Etymologia
Podobnie jak dziś, w przeszłości Naurańczycy zwali wyspę Naoero. Niemiecki uczony Paul Hambruch, który odwiedził wyspę w latach 1909–1910, sformułował etymologię nazwy. Według niego Naoero (inna wersja: Anáoero) po przetłumaczeniu oznacza Idę na plażę (niem. Ich gehe an den Strand).
Wyspa posiadała również inne nazwy. Brytyjscy koloniści przebywający na wyspie do czasu jej aneksji przez Niemcy w 1888 roku, mówili na nią Pleasant Island (pol. Wyspa Przyjemna). Niemcy nazywali ją zaś Nawodo i Onawero. Pisownia później została zmieniona na Nauru, by ułatwić wymowę osobom anglojęzycznym.

## Geografia
Nauru jest małą (21,3 km²), owalną wyspą położoną w zachodniej części Oceanu Spokojnego, około 42 kilometrów na południe od równika. Długość jej linii brzegowej wynosi około 19 kilometrów. Najbliższą wyspą jest Banaba, oddalona od Nauru o 306 kilometrów.
Obecność rafy uniemożliwia zbudowanie portu, jednak utworzono 16 sztucznych kanałów dla małych łodzi. Większą część wyspy zajmuje wewnętrzny płaskowyż (wśród mieszkańców kraju znany jako Topside) opadający stromo ku wybrzeżom. Jego najwyższym punktem jest Command Ridge wznoszący się na 71 m n.p.m.

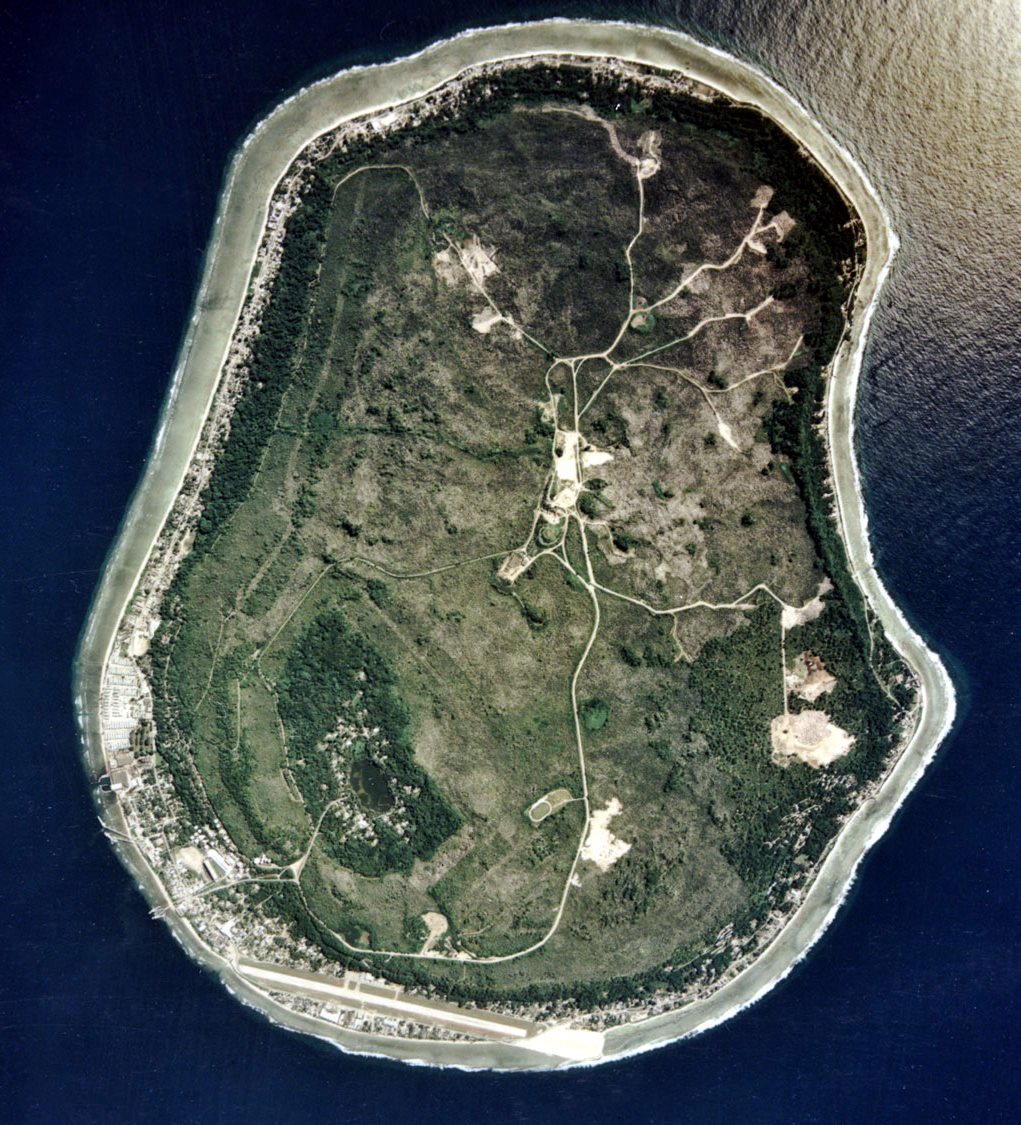
Zdjęcie satelitarne Nauru

Nauru posiadało jedne z największych złóż fosforytów na świecie (podobnie jak Banaba i Makatea). Wieloletnie wydobycie surowca odbiło się niekorzystnie na środowisku wyspy, pozostawiając jałowy teren ze szczytami (ang. coral pinnacle) dochodzącymi do 15 metrów w środkowej części płaskowyżu. Wydobycie fosforytów doprowadziło do zniszczeń 80–90% powierzchni wyspy. Zniszczonych terenów wówczas nie rekultywowano; prace te zainicjowano w XXI wieku i następują stopniowo. Pod koniec XX wieku około 80% powierzchni wyspy przypominało krajobraz księżycowy.

### Fauna i flora

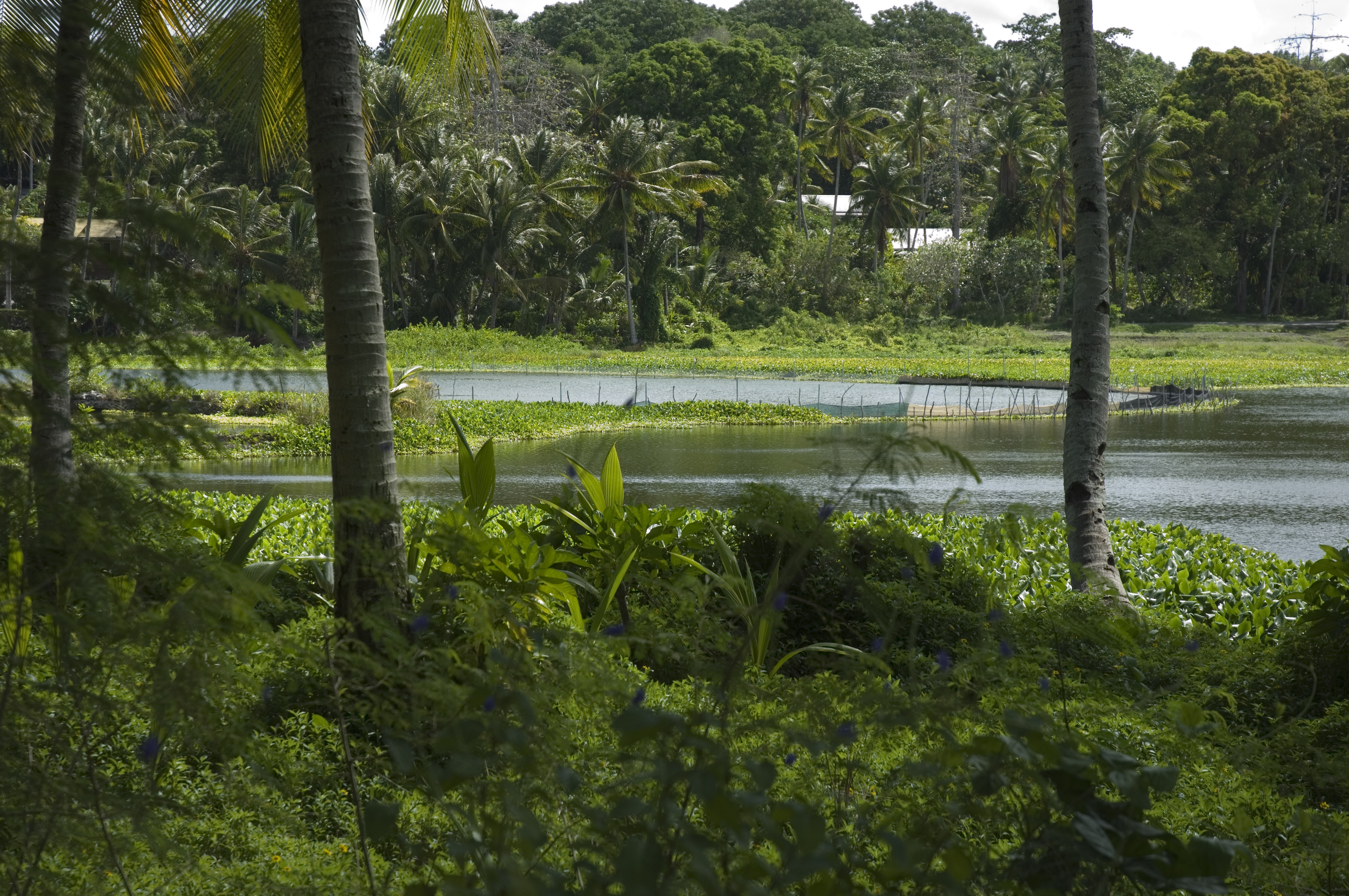
Buada Lagoon

Środowisko przyrodnicze wyspy z powodu jej izolacji, niewielkich rozmiarów i niewielkiego zróżnicowania siedlisk jest ubogie, a wielka skala antropogenicznych przekształceń jej krajobrazu spowodowała znaczne w nim straty. Szkody w środowisku są skutkiem długotrwałego osadnictwa, znacznych zniszczeń wojennych, pokrycia wyspy w przeszłości rozległymi plantacjami kokosowymi i w końcu działalności górniczej. Znanych jest stąd 60 gatunków rodzimych roślin naczyniowych, przy czym w związku z zawleczeniem znacznej liczby gatunków obcych rodzime gatunki stanowią współcześnie 16,5% flory. Uprawy warzyw i owoców zajmują 100 ha. Na terenach pokopalnianych następuje sukcesja roślinności i takie wtórnie pokryte szatą roślinną tereny zajmują 63% powierzchni wyspy. Stosunkowo najlepiej zachowana i zróżnicowana szata roślinna występuje w pasie przybrzeżnym, zajmującym około 150-300 metrów, oraz w okolicach jeziora Buada Lagoon.
Fauna Nauru jest uboga. Wszystkie ssaki zostały sprowadzone na wyspę przez ludzi. Występują tu szczury polinezyjskie, koty, psy, świnie i kury. Jedynymi gadami są jaszczurki. Na wyspie żyje 27 gatunków ptaków, wśród których jeden jest endemiczny – trzciniak samotny (łac. Acrocephalus rehsei). Występuje wiele owadów i bezkręgowców, m.in. pięć gatunków motyli, pięć gatunków chrząszczy, dwa gatunki pasikoników, sześć ważek, cztery gat. komarów, jeden gat. pluskwiaków, pięć pająków oraz pięć ślimaków. W wodach wokół wyspy bytuje wiele gatunków rekinów, jeżowców, małży, krabów i innych zwierząt morskich.

### Geologia

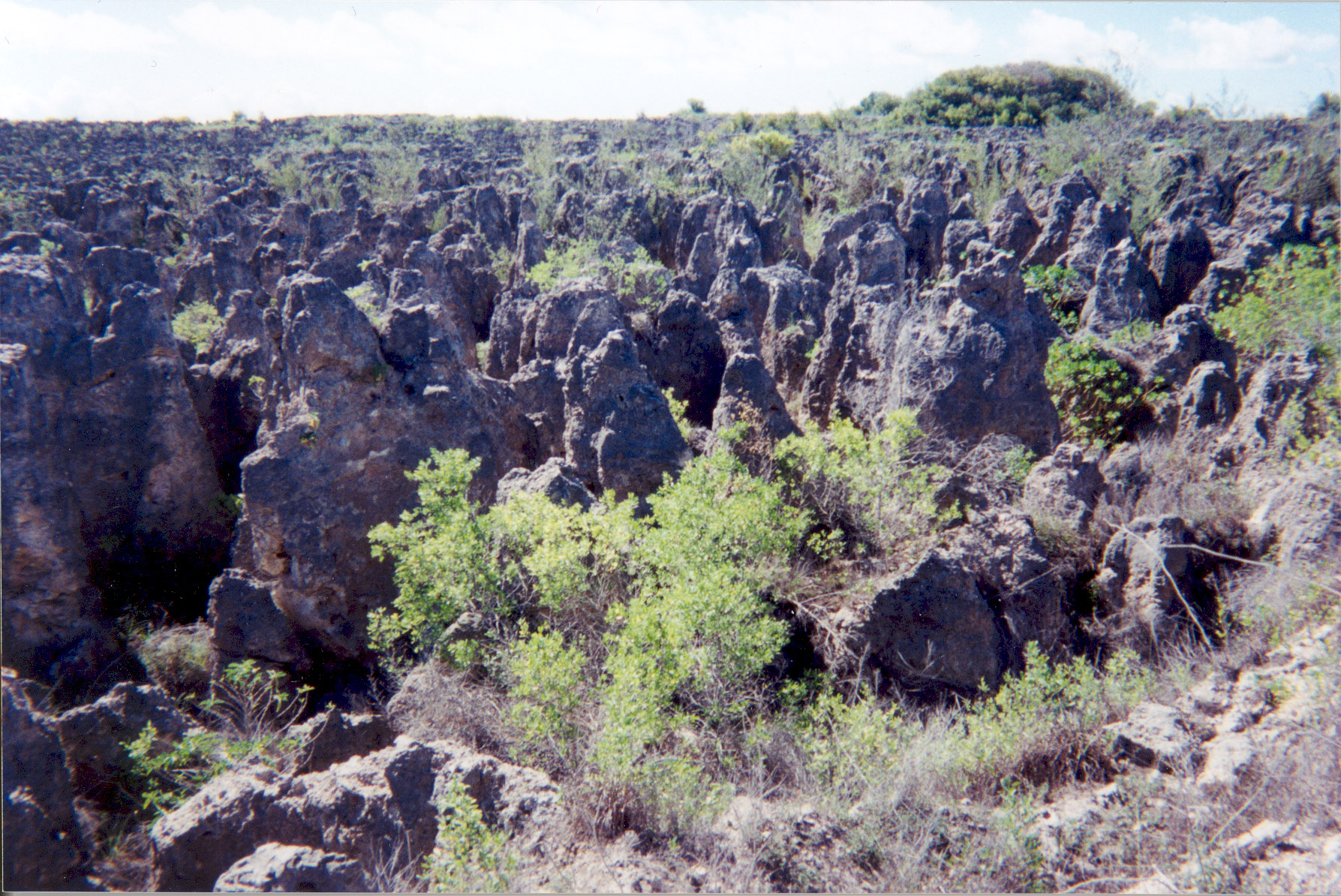

Podstawę wyspy stanowi skorupa oceaniczna. Uformowanie się podmorskiego wyniesienia, którego kulminacją jest wyspa, było skutkiem ruchów płyty tektonicznej oraz aktywności wulkanicznej. Stało się to około 132 milionów lat temu w okresie kredy. Wyspa jest dawnym kraterem wulkanicznym, stąd głównym składnikiem jej podłoża jest bazalt.
Szczyt wulkanu pozostawał poniżej poziomu morza, ale był wystarczająco płytko, aby stać się podstawą do powstania i wzrostu kolonii koralowców, które utworzyły skały budujące wyspę. Stopniowe podnoszenie się masy lądu spowodowało wypiętrzenie wyspy.
Gruba warstwa fosforytów na centralnym płaskowyżu może pochodzić z trzech źródeł: skał osadowych osadzonych w środowisku morskim w wyniku ich wytrącania się z wody morskiej, skał magmowych oraz guano, jednak najbardziej prawdopodobne jest wytrącenie z roztworu wody morskiej. Początkowo zasoby złoża fosforytów wynosiły około 90 milionów ton. Złoża fosforytów bogate są w minerały kadmu i cynku.
Wybrzeże wyspy zostało uformowane przez erozyjne działanie fal morskich oraz jest efektem rozwoju koralowców, które tworzą rafy otaczające piaszczyste plaże.

### Hydrologia i gleby
Na wyspie nie ma rzek. W południowo-zachodniej części wyspy, w odległości około 1,3 km od wybrzeża, położone jest małe jezioro Buada Lagoon zasilane przez wodę opadową. W okręgu Yaren znajduje się małe jezioro podziemne Moqua Well, z którego pobierana woda służy do spłukiwania toalet w budynkach rządowych.
Jednym z problemów na wyspie jest brak wody pitnej. Działa zakład odsalania wody morskiej, jednak ze względu na wysokie koszty energii elektrycznej często nie pracuje. Podczas pory deszczowej mieszkańcy gromadzą wodę w zbiornikach, by wykorzystać ją do podlewania ogrodów oraz dla zwierząt. W okresie pory suchej woda jest importowana na statkach z Australii.
Żyzne gleby występują wokół jeziora Buada Lagoon. Gleba na obszarach przybrzeżnych wyspy posiada miąższość 25 centymetrów. W innych rejonach wyspy miąższość gruntów ornych wynosi 10-30 centymetrów.

### Klimat
Klimat Nauru jest monsunowy równikowy, gorący. W ciągu dnia temperatura waha się od 26 stopni do 35 stopni w skali Celsjusza, natomiast w nocy – między 22 a 28 stopni. Z powodu El Niño występują zróżnicowane sumy opadów i okresowe susze. Pora deszczowa występuje od listopada do lutego. Każdego roku na wyspie suma opadów wynosi około 200 cm, przy niewielkim odpływie. Średnia wilgotność wynosi 80%.
W związku z globalnym ociepleniem, znaczny wzrost poziomu morza może grozić zalaniem wyspy. Według projektu Intergovernmental Panel on Climate Change, poziom oceanu może wzrosnąć o 0,5 metra do roku 2100. Wówczas część infrastruktury wyspy będzie narażona na powodzie. Z tego powodu został wdrożony program ochrony środowiska. Sekretarz generalny Organizacji Narodów Zjednoczonych, Ban Ki-moon w 2009 roku zwołał szczyt, na którym dyskutowano o zmianach klimatu. Przemawiał na nim również prezydent Nauru, Marcus Stephen.

## Historia

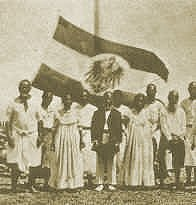
Niemieckie zajęcie Nauru

Nauru zostało zasiedlone przez Mikronezyjczyków oraz Polinezyjczyków około 3000 lat temu. W okresie przedkolonizacyjnym zamieszkiwało ją 12 plemion, które są obecnie reprezentowane przez dwunastoramienną gwiazdę na fladze Nauru.
W 1798 roku John Fearn, płynąc na statku wielorybniczym Hunter z Nowej Zelandii w kierunku Chin, odkrył Nauru. Nazwał ją Przyjemną Wyspą (ang. Pleasant Island) ze względu na atrakcyjne warunki naturalne oraz życzliwość Naurańczyków.
Naurańczycy utrzymywali się głównie z kokosów, owoców Pandanus tectorius oraz ryby chanos, którą zaaklimatyzowali do słodkowodnych warunków Buada Lagoon. Na wyspie rósł również chlebowiec różnolistny, jednak długotrwałe susze spowodowały wymarcie rośliny.
Wraz z pojawieniem się na wyspie broni palnej wszelkie spory między plemionami zaczęły być rozstrzygane za jej pomocą. Rozpętała się również wojna domowa. Wojna zaczęła się w 1878 roku, gdy jeden z ważnych wodzów został przypadkowo postrzelony podczas ślubu. Wypadek doprowadził do eskalacji konfliktu, wiele rodzin chciało się zemścić na swoich wrogach. Podczas wojny nieduże grupy uzbrojonych Naurańczyków niepostrzeżenie wdarły się na terytorium innych mieszkańców i zabijały ludzi, w tym kobiety i dzieci. Zmiany społeczne spowodowane przez wojnę doprowadziły do wprowadzenia monarchii; jednym z królów był Aweida. Niestabilność na wyspie miała znaczący wpływ na handel i ludność, której liczba zmniejszyła się z 1400 mieszkańców w 1843 roku do 900 osób w 1888 roku.
Wojna domowa ustała dopiero po aneksji Nauru przez Cesarstwo Niemieckie w 1888 roku i włączeniu w skład Protektoratu Wysp Marshalla. Wyspę nazywano wówczas Nawodo lub Onawero. W 1888 roku przybyli również chrześcijańscy misjonarze z Wysp Gilberta. W 1900 roku badacz Albert Fuller Ellis odkrył na Nauru bogate złoża fosforytów.
W 1906 roku przedsiębiorstwo Pacific Phosphate Company podpisało umowę z Niemcami, na mocy której otrzymało prawo do eksploatowania ich złoża. Pierwszy transport miał miejsce w 1907 roku.

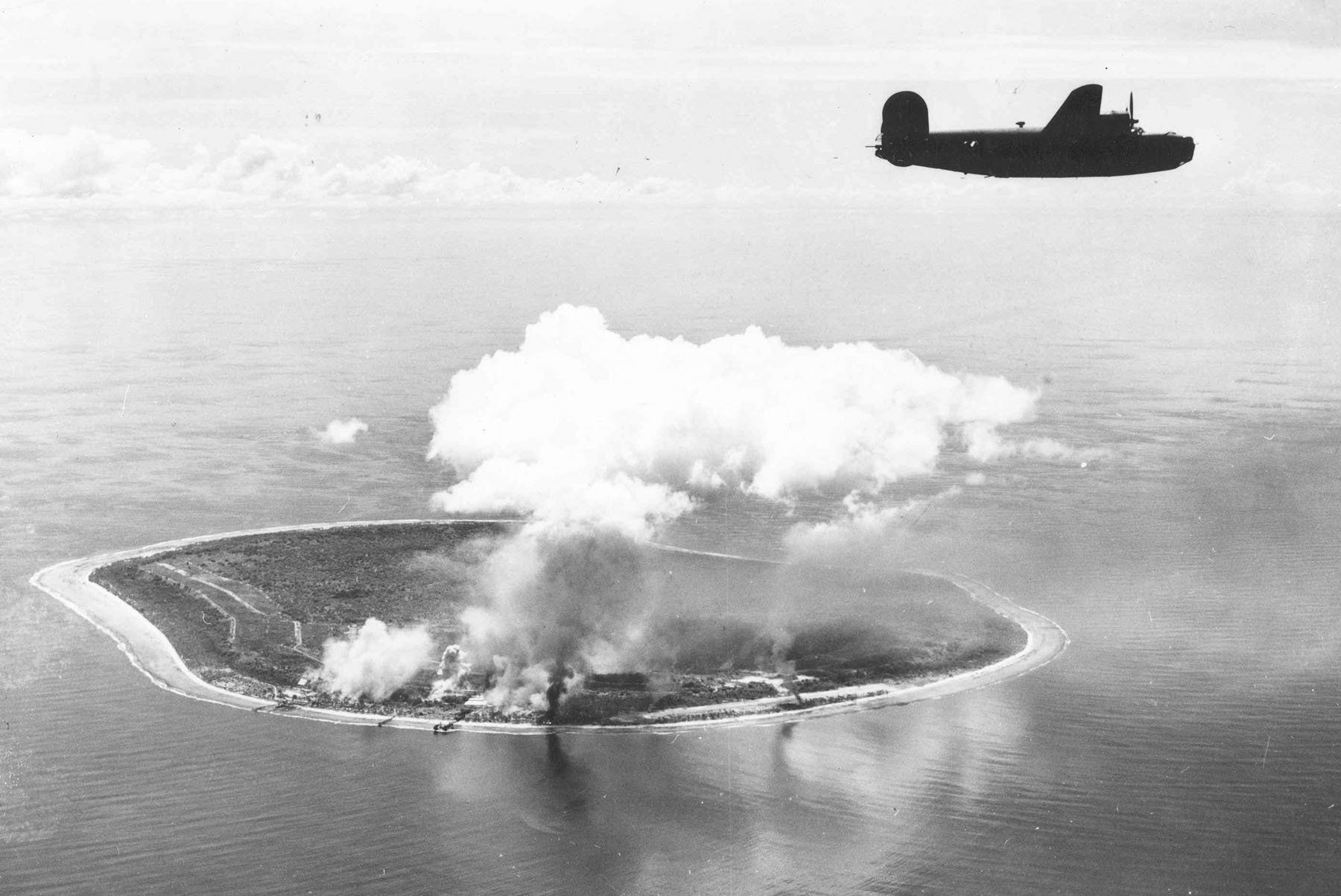
Zbombardowana wyspa przez Consolidated B-24 Liberatora podczas II wojny światowej

Po wybuchu I wojny światowej, 6 listopada 1914 roku, wyspa została przejęta przez wojska australijskie. Po wojnie Wielka Brytania otrzymała od Ligi Narodów mandat powierniczy nad tym terytorium, którym zgodziła się podzielić z Australią i Nową Zelandią. W 1920 roku firma British Phosphate Commission przejęła Pacific Phosphate Company i eksploatacją złóż zajęli się Brytyjczycy.
W 1940 roku niemiecki krążownik pomocniczy HSK Komet zatopił u wybrzeży Nauru 5 statków handlowych oraz ostrzelał wyspę, dokonując zniszczeń w jej infrastrukturze. W 1941 roku po tym, jak Japończycy zajęli pobliskie Wyspy Gilberta, British Phosphate Commission (BPC) postanowiła ewakuować swoich pracowników z wyspy. Dla tego celu przeznaczono francuski statek z Nowych Hebrydów.
Od 26 sierpnia 1942 roku wyspa znajdowała się pod okupacją japońską. W 1943 roku przymusowo przesiedlono 1200 Naurańczyków na Wyspy Chuuk. 463 z nich zginęło. 13 września 1945 roku, kiedy do wyspy podpłynęła australijska fregata HMAS „Diamantina”, japoński garnizon skapitulował.
Po wojnie BPC udało się wynegocjować repatriację Naurańczyków na Nauru. Zostali oni przetransportowani statkiem BPC Trienza w styczniu 1946 roku.

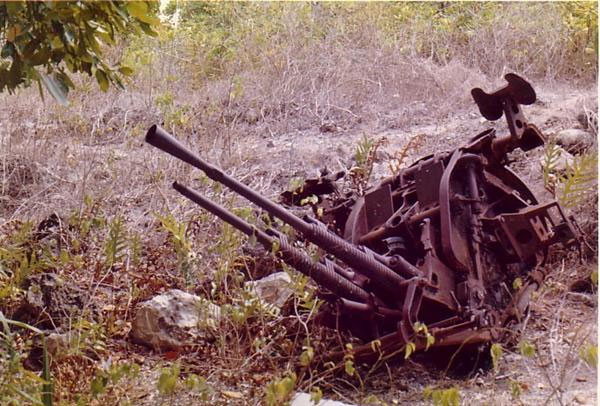
Pozostałości po japońskiej okupacji wyspy

W 1947 roku Nauru otrzymało status terytorium powierniczego ONZ pod zarządem australijskim. W grudniu 1951 roku powstała Lokalna Rada Samorządowa Nauru, a w styczniu 1966 roku powstała Rada Legislacyjna Nauru. W styczniu 1968 roku obradowała konstytuanta, wybrana w specjalnych wyborach w grudniu 1967 roku. 31 stycznia 1968 roku Nauru, prowadzone przez prezydenta-założyciela Hammera DeRoburta, ogłosiło niepodległość. W 1967 roku Naurańczycy zakupili aktywa BPC i w 1970 roku kontrola nad wydobyciem fosforytów przeszła w ręce lokalnej Nauruańskiej Korporacji Fosforytowej. Wpływy z wydobycia fosforytów dały mieszkańcom wyspy jeden z najwyższych standardów życia na świecie.
W 1989 roku Nauru pozwało Australię do Międzynarodowego Trybunału Sprawiedliwości za działalność australijskiej administracji wyspy, a w szczególności za nieudolność w zapobiegnięciu szkód w środowisku naturalnym przez wydobycie fosforytów.
Sprawa doprowadziła do ugody, zawartej 20 sierpnia 1993 roku, która nakazywała Australii zapłacenie Nauru rekompensaty w postaci 107 milionów dolarów australijskich.
Malejące zasoby fosforytów doprowadziły do upadku ekonomicznego, co z kolei pociągnęło za sobą polityczną niestabilność od połowy lat 80. Między 1989 a 2003 rokiem na Nauru miało miejsce siedemnaście zmian rządu – między 1999 a 2003 rokiem seria wyborów oraz wotum nieufności spowodowały, że dwie osoby, René Harris oraz Bernard Dowiyogo, rządziły na przemian krajem. Dowiyogo zmarł w marcu 2003 roku, natomiast na prezydenta, po tymczasowym okresie urzędowania Deroga Gioury został wybrany Ludwig Scotty. 1 października 2004 roku Ludwig Scotty ogłosił na wyspie stan wyjątkowy i rozwiązał parlament, który nie był w stanie przyjąć budżetu na następny rok.
23 października 2004 Scotty rozpisał nowe wybory prezydenckie, które następnie wygrał.
W grudniu 2004 roku wysłano 10 tysięcy ton fosforytów do Korei Południowej. Była to pierwsza wysłana porcja fosforytów od kilku miesięcy. Od grudnia 2005 roku do września 2006 Nauru zostało częściowo odcięte od zewnętrznego świata gdy Air Nauru, jedyna linia lotnicza na wyspie zawiesiła swoją działalność po trwającym od 2002 roku konflikcie z amerykańskim bankiem Export-Import. W owym okresie do Nauru można się było dostać tylko statkami. Linie lotnicze wznowiły działalność pod nazwą Our Airline na skutek pomocy pieniężnej otrzymanej z Tajwanu. Zakupiono także nowy samolot Boeing 737-300.
25 sierpnia 2007 roku mieszkańcy wyspy wybrali nowy parlament. Scotty ponownie został prezydentem, zaś jego zwolennicy otrzymali piętnaście z osiemnastu miejsc w Parlamencie. W listopadzie 2007 roku wybuchł nowy kryzys polityczny, spowodowany oskarżeniami administracji prezydenta o korupcję. W rezultacie 19 grudnia 2007, po wotum nieufności dla Scotty’ego, nowym szefem państwa został wybrany Marcus Stephen.
W 2010 roku odbyło się referendum, w którym mieszkańcy mieli zadecydować, czy poprzeć zmianę konstytucji. Jedną z głównych modyfikacji była możliwość bezpośredniego wyboru prezydenta przez obywateli. Obywatele zdecydowanie opowiedzieli się przeciw zmianie konstytucji. Spośród 4400 głosujących prawie 3000 zagłosowało przeciw (ok. 68%). Frekwencja wyborcza wyniosła 78%.
W 2016 roku zniesiono karę śmierci za wszystkie przestępstwa.

## Polityka

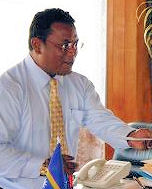
Były prezydent Nauru, Marcus Stephen (2007–2011)

Nauru jest republiką. Konstytucja Nauru została przyjęta 29 stycznia 1968, następnie zmieniona 17 maja 1968. Forma rządów opiera się na bazie modelu westminsterskiego. Głową państwa jest prezydent.
Parlament Nauru, który od 2013 roku liczy 19 członków (wcześniej 18), jest wybierany co trzy lata na podstawie ordynacji większościowej. Głosowanie w wyborach jest możliwe dla każdego obywatela wyspy, który ukończył dwudziesty rok życia. Na początku każdej kadencji parlament wybiera prezydenta, który równocześnie pełni funkcję szefa rządu. Wówczas prezydent wybiera spośród członków parlamentu czterech lub pięciu ministrów. Kandydaci ubiegający się o urząd są zwykle niezależni.
Od 1992 roku działa Rada Wyspy Nauru (ang. Nauru Island Council), która koncentruje swoje wysiłki na działaniach lokalnych. Członek Rady Wyspy Nauru nie może być jednocześnie członkiem parlamentu.
Wszyscy Naurańczycy mają pełne prawa dzierżawy gruntu, która jest własnością rodzin lub pojedynczych osób. Obcokrajowcy nie mogą być właścicielami ziemi.
Nauru posiada złożony system prawny. Sąd Najwyższy, na czele którego stoi prezes, ma pierwszorzędne znaczenie w kwestii konstytucyjnych. Parlament nie może uchylać decyzji sądów, ale możliwe jest, aby w następstwie dalszej rozprawy w Sądzie Apelacyjnym, sprawę przenieść do Sądu Najwyższego w Australii.
Sądy niższej instancji to Sąd Okręgowy i Sąd Rodzinny.
Państwo nie posiada własnych sił zbrojnych. Zgodnie z umową, obrona Nauru jest obowiązkiem Australii. Na wyspie działa jedynie policja.

### Partie polityczne

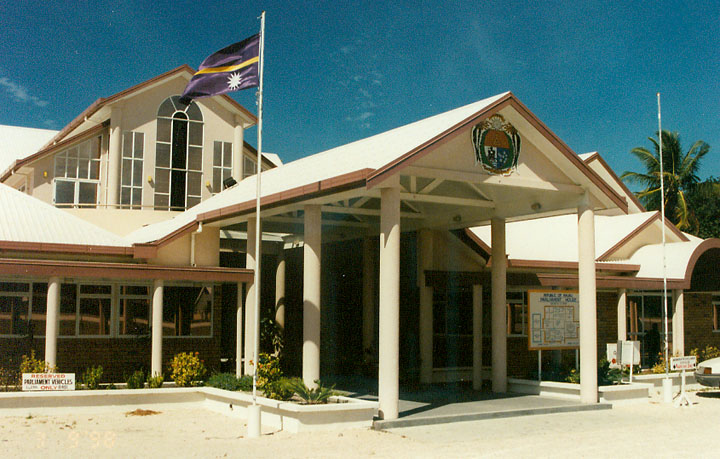
Parlament Nauru

W kraju istnieją partie polityczne tworzone ad hoc. Partie te czasem łączą się w tymczasowe koalicje dotyczące konkretnych spraw. Polityka Nauru oparta jest głównie na wzajemnej lojalności między politykami.
Na Nauru działają trzy partie polityczne:
- Demokratyczna Partia Nauru[88];
- Partia Centrum (Nauru)[89];
- Naoero Amo[90].

### Okręgi wyborcze
Nauru dzieli się na osiem okręgów wyborczych, z których wybierani są członkowie do parlamentu Nauru:
| Okręg wyborczy | Dystrykty                       | Liczba deputowanych |
| Aiwo           | Aiwo                            | 2                   |
| Anabar         | Anabar, Anibare, Ijuw           | 2                   |
| Anetan         | Anetan, Ewa                     | 2                   |
| Boe            | Boe                             | 2                   |
| Buada          | Buada                           | 2                   |
| Meneng         | Meneng                          | 3                   |
| Ubenide        | Baiti, Denigomodu, Nibok, Uaboe | 4                   |
| Yaren          | Yaren                           | 2                   |
| Dystrykty      | 14                              | 19                  |

## Prawa człowieka
Zgodnie z raportami Departamentu Stanów Zjednoczonych USA, na Nauru przestrzegane są prawa człowieka. Nie odnotowano żadnych doniesień na temat tortur, zabójstw politycznych, więźniów politycznych, ograniczeniach wolności słowa czy innych poważnych naruszeń praw człowieka. Jedyne więzienie w kraju spełniało międzynarodowe standardy.

## Stosunki międzynarodowe

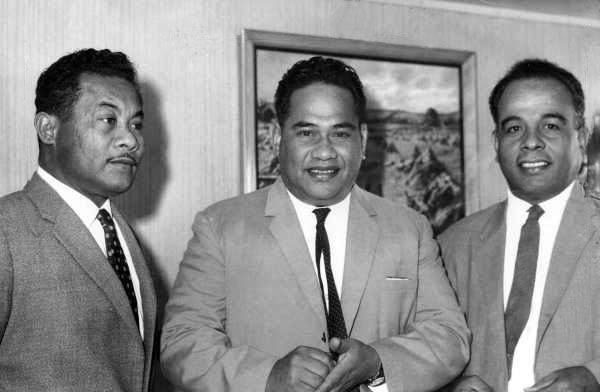
Pierwszy prezydent Nauru – Hammer DeRoburt (w środku)

Po uzyskaniu niepodległości w 1968 roku, Nauru przystąpiło do Wspólnoty Narodów jako Specjalny Członek. Pełnoprawnym członkiem stało się w 1999 roku.
Nauru zostało przyjęte do Azjatyckiego Banku Rozwoju w 1991 roku. W 1999 roku, jako 187. państwo zostało przyjęte do Organizacji Narodów Zjednoczonych, natomiast pierwszym przedstawicielem republiki w organizacji został Vinci Clodumar. Nauru jest ponadto członkiem Forum Wysp Pacyfiku (ang. Pacific Islands Forum), Wspólnoty Pacyfiku, Pacific Regional Environment Programme (SPREP), Pacific Islands Applied Geoscience Commission, Atmospheric Radiation Measurement oraz Komisji Gospodarczo-Społecznej Narodów Zjednoczonych ds. Azji i Pacyfiku.

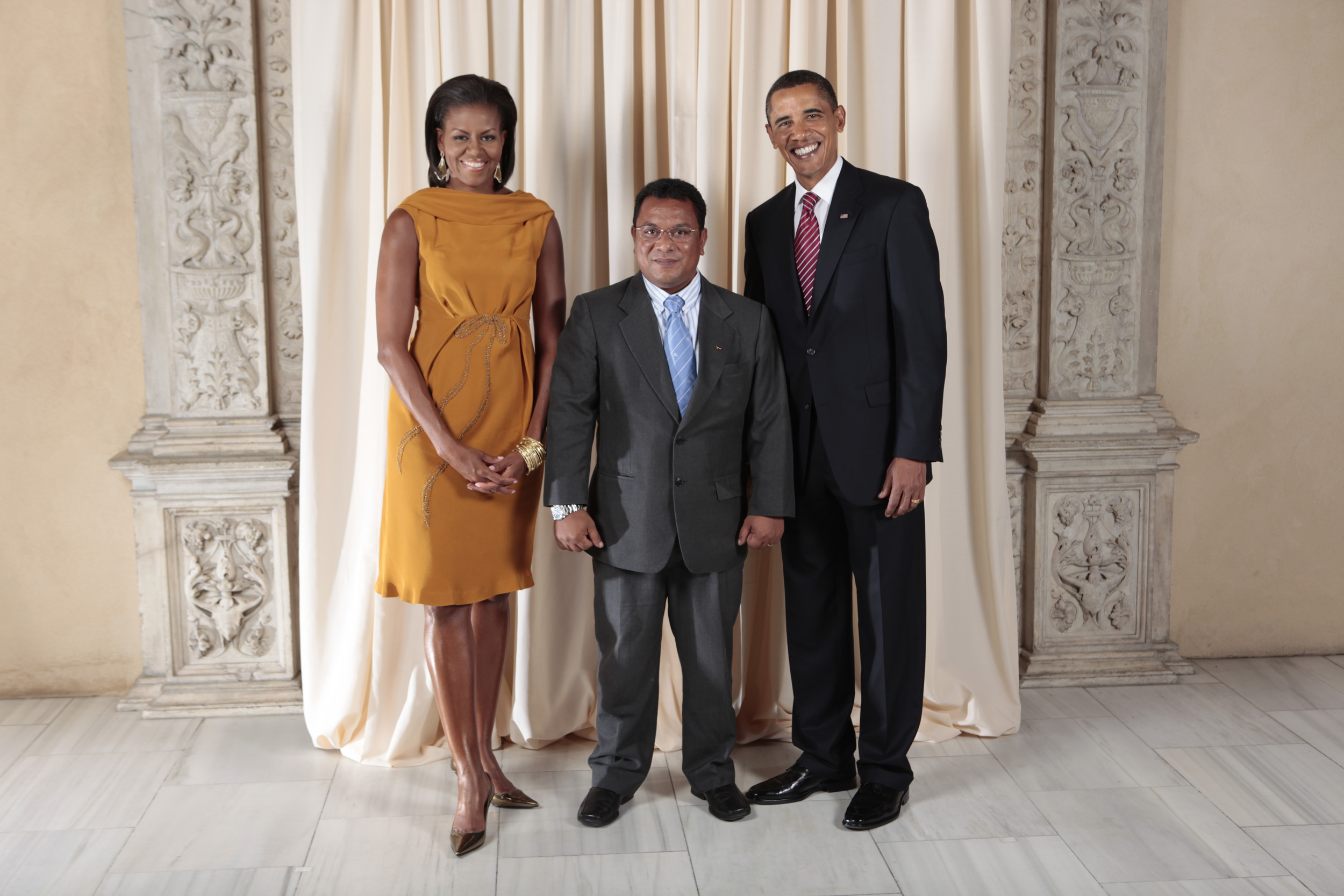
Prezydent Marcus Stephen z prezydentem Barackiem Obamą i jego małżonką, 2009

Nauru utrzymuje przyjazne stosunki dyplomatyczne z Unią Europejską. Państwa członkowskie UE pomagają temu pacyficznemu państwu w sektorze energetyki.
W sierpniu 1995 roku Nauru zawiesiło stosunki dyplomatyczne z Francją po tym, jak ta przeprowadziła testy broni jądrowej w atolach Mururoa oraz Fangataufa w Polinezji Francuskiej. Jednak 15 grudnia 1997 roku stosunki zostały przywrócone po ogłoszeniu przez francuski rząd zakazu testów broni jądrowej w regionie. Ówczesny prezydent Nauru, Kinza Clodumar, docenił pomoc Francji dla niewielkich państw w centralnej i południowej części Oceanu Spokojnego.
Państwo utrzymuje bliskie stosunki dyplomatyczne z Australią. Umowa pomiędzy oboma państwami przewiduje pomoc finansową dla Nauru – w tym pomoc Sekretarza Finansów w zakresie przygotowywania budżetu, także doradców w zakresie rybołówstwa, zdrowia i edukacji. Konsultanci australijscy odpowiedzialni są również za kształtowanie budżetu wyspy, doradztwo techniczne na temat reform gospodarczych wyspy, niezbędnych do poprawy zarządzania finansami. Eksport z Australii do Nauru wyniósł w 2008 roku 21,27 mln dolarów amerykańskich (głównie żywności, napojów, energii, leków), zaś import z Nauru w tym samym okresie wyniósł 12,2 miliona dolarów (głównie fosforytów).
W latach 2001–2008 między państwami funkcjonował program Pacific Solution. W jego ramach na Nauru kierowano wielu uchodźców politycznych szukających azylu w Australii. Program, stworzony przez konserwatywny rząd premiera Johna Howarda, stanowił dodatkowe źródła dochodów dla władz i obywateli, kreując nowe miejsca pracy. W 2001 do centrum dla uchodźców na wyspie przetransportowanych zostało ok. 1,2 tys. Afgańczyków, próbujących nielegalnie przedostać się na kontynent australijski. Pozostali oni na Nauru do 2006. W tym samym roku w centrum umieszczonych zostało siedmiu Birmańczyków. Od marca 2007 do lutego 2008 na wyspie przebywało jeszcze 82 Lankijczyków. Program zakończony został w lutym 2008, po dojściu do władzy socjaldemokratycznego premiera Kevina Rudda. Zamknięcie centrum spowodowało kryzys w gospodarce wyspy i znaczny wzrost bezrobocia. Program stanowił bowiem źródło utrzymania dla ok. 1 tys. Naurańczyków (10% populacji kraju), a bezpośrednio pozbawił pracy ok. 100 osób.
Nauru wykorzystywało swoją pozycję jako członka Organizacji Narodów Zjednoczonych w celu uzyskania wsparcia finansowego od różnych państw. Dotyczyły to jego wzajemnych relacji z Republiką Chińską oraz Chińską Republiką Ludową i polegało na zmianie stanowiska w sprawie uznania politycznego statusu Tajwanu. 21 lipca 2002 roku, po ponad 20 latach uznawania Republiki Chińskiej, Nauru podpisało porozumienie o kontaktach dyplomatycznych z ChRL, która w zamian zobowiązała się do przekazania wyspie 130 milionów dolarów amerykańskich pomocy finansowej. W odpowiedzi Tajwan zerwał stosunki dyplomatyczne z Nauru dwa dni później. Najmniejsza republika na świecie przywróciła stosunki z Tajwanem 14 maja 2005 roku. Powodem wznowienia relacji była pomoc gospodarcza zaoferowana przez tajwański rząd, w konsekwencji nastąpiło zerwanie relacji z Chińską Republiką Ludową.
W 2008 roku, po ogłoszeniu deklaracji niepodległości przez Kosowo, Nauru oficjalnie uznało jego suwerenność. Natomiast 15 grudnia 2009 roku Nauru stało się czwartym krajem na świecie, który uznał niepodległość Abchazji, a dzień później Osetii Południowej. Rosyjski dziennik Kommiersant napisał, iż na skutek uznania niepodległości wyżej wymienionych rejonów Gruzji Rosja miała obiecać pomoc finansową dla republiki w wysokości 50 mln USD (2500 dolarów na jednego mieszkańca wyspy), jednak Ministerstwo Spraw Zagranicznych Federacji Rosyjskiej nie potwierdziło tej informacji. Porozumienie o nawiązaniu stosunków między Nauru i Abchazją podpisali Kieren Keke i Siergiej Bagapsz, natomiast umowę o stosunkach dyplomatycznych z Osetią Południową zatwierdzili Eduard Kokojty i naurański minister.
W lutym 2010 roku Nauru, wraz z trzema innymi państwami Oceanu Spokojnego, trafiło na czarną listę Francji, jako państwo nieposiadające adekwatnych standardów podatkowych i fiskalnych. Oznacza to, iż każde francuskie przedsiębiorstwo, które chce współpracować z tymi państwami, obłożone zostanie wysokim opodatkowaniem rzędu 50%.

## Gospodarka

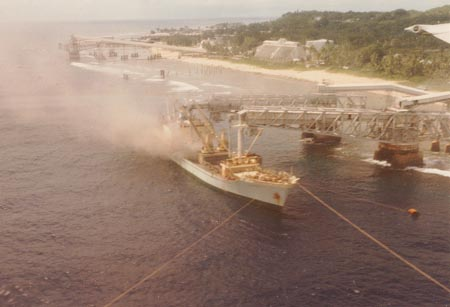
Załadowanie fosforytów na statek (1975)

Podstawę gospodarki stanowi wydobycie fosforytów. Głównym rynkiem zbytu jest Australia. Zyski czerpie się również z guano, natomiast w wodach otaczających wyspę łowi się tuńczyki.
Jednostką monetarną na wyspie jest dolar australijski. Państwo nigdy nie posiadało własnej waluty.
PKB wyniósł w 2007 roku 19,2 miliona dolarów amerykańskich, a PKB per capita w tym samym okresie wyniósł 2181 dolarów amerykańskich. Inflacja w 2009 roku wyniosła 1,8%. Import do Nauru wyniósł w 2009 roku 28,052 milionów dolarów australijskich, z kolei eksport w tym samym okresie osiągnął wartość 9,831 milionów dolarów australijskich. Bilans handlowy wyniósł 37,883 milionów dolarów amerykańskich. Do kraju importowana jest żywność, paliwa, maszyny i urządzenia, materiały budowlane.
Stopę bezrobocia na wyspie w 2004 roku oszacowano na 90%, co jest jednym z najgorszych wyników na świecie. Jedną z przyczyn jest pojawienie się dobrowolnego bezrobocia od czasu ogłoszenia niepodległości w latach sześćdziesiątych XX wieku. Rząd zatrudnia 95% naurańskich pracowników. Azjatycki Bank Rozwoju zwrócił uwagę, że choć rząd Nauru posiada silne poparcie społeczne dla wdrożenia reform gospodarki, w przypadku braku alternatywy dla wydobycia fosforytów, jedyną perspektywą będzie uzależnienie od pomocy zewnętrznej.
W latach siedemdziesiątych XX wieku dochód na 1 mieszkańca Nauru wynosił 13 tysięcy dolarów amerykańskich. Gospodarka wyspy była uzależniona od napływu siły roboczej z zagranicy, głównie z wyspiarskich krajów sąsiednich, takich jak Kiribati, Tuvalu i Vanuatu. Wartość eksportu była wówczas czterokrotnie wyższa niż wartość importu, a głównymi partnerami handlowymi były Australia, Nowa Zelandia, Japonia oraz Wielka Brytania. Inwestowano również w nieruchomości za granicą.

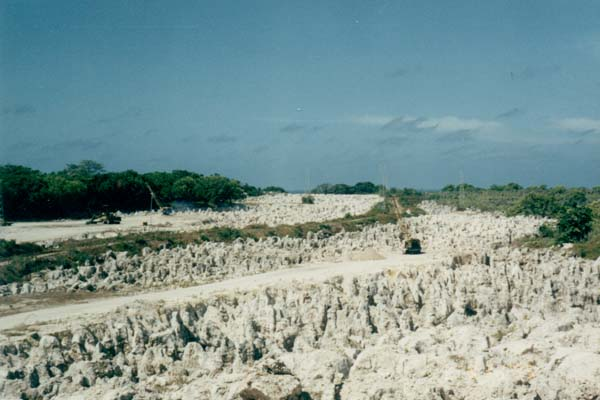
Wydobycie fosforytów doprowadziło do degradacji środowiska na wyspie

W latach dziewięćdziesiątych XX wieku Nauru stało się rajem podatkowym i oferowało za opłatą paszporty cudzoziemcom. Kraj stał się strefą wolnocłową. Grupa Specjalna ds. Przeciwdziałania Praniu Pieniędzy (ang. Financial Action Task Force) zidentyfikowała wówczas Nauru jako jedno z piętnastu państw, które niedostatecznie przeciwdziałają praniu brudnych pieniędzy. Pod presją organizacji w 2003 Nauru wdrożyło program w zakresie przeciwdziałania unikania opodatkowania. Pod arbitrażem organizacji republika pozbywała się tego procederu, co zakończyło się wypisaniem kraju z wyżej wymienionej listy. René Harris obwinił najbogatsze państwa i OECD o ingerencję w sprawy wewnętrzne kraju.
W 2000 roku dług publiczny wyniósł 280 milionów dolarów australijskich. Deficyt budżetowy w 2002 roku wyniósł 40 milionów dolarów amerykańskich.
Oszacowano, że wartość aktywów netto państwowego funduszu majątkowego Nauru Phosphate Royalties Trust (NPRT), inwestującego długoterminowo zyski wypracowane przez Nauruańską Korporację Fosforytową (NPC), stopniała z 1300 mln dolarów australijskich w 1991 roku do 138 mln w 2002 roku. Spadek ten był spowodowany korupcją i niegospodarnością.
Azjatycki Bank Rozwoju przedstawił raport, z którego wynika, że w 2007 roku PKB per capita Nauru wyniosło od 2500 do 2715 dolarów amerykańskich.
Od 2001 roku do 2008 roku Nauru dostawało pomoc od australijskiego rządu w zamian za zapewnienie pobytu na wyspie nielegalnym imigrantom ubiegającym się o azyl w Australii w ramach programu Pacific Solution. Było to głównym źródłem dochodów na wyspie, wobec czego władze zareagowały z niepokojem na zamknięcie programu w 2008 roku.
Doktor Kieren Keke powiedział wówczas:

Mamy ogromną liczbę rodzin, która właśnie została pozbawiona dochodów. Próbujemy zapewnić naszym mieszkańcom pomoc, ale nasza zdolność do tego jest ograniczona. Doznajemy właśnie poważnego kryzysu bezrobocia w naszym kraju.

### Rybołówstwo
Sektor rybołówstwa jest nierozwinięty. Nauru posiada dwie małe łodzie rybackie. Połów ryb wystarcza głównie na rynek krajowy. Tuńczyki są również eksportowane do Australii i Nowej Zelandii, w 2001 roku wywożono 600 kilogramów tuńczyków na tydzień.
Pod koniec XX wieku rozpoczęto wydawanie licencji na połów ryb w wyłącznej strefie ekonomicznej Nauru. Przychody w 2000 roku z tego tytułu wyniosły około 8,5 mln dolarów australijskich, natomiast głównymi partnerami w tej dziedzinie zostały: Chińska Republika Ludowa, Republika Chińska, Australia, Japonia i Nowa Zelandia.

### Przemysł

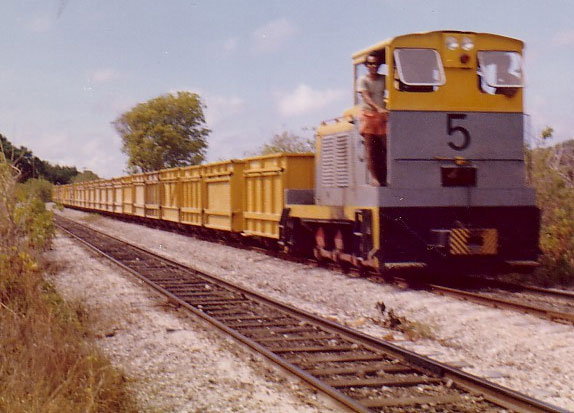
Pociąg przewożący fosforyty do portu (1975)

Od lat osiemdziesiątych XX wieku odnotowano znaczny spadek wydobycia fosforytów przez Nauruańską Korporację Fosforytową (z 1,67 mln ton w latach 1985–1986 do 162 tys. ton w latach 2001–2002). Natomiast w 2003 roku wydobycie zostało wstrzymane. Dzięki australijskiemu funduszowi inwestycyjnemu Incitec Pivot wydobycie przywrócono, zaś w 2006 roku wznowiono eksport fosforytów.
1 lipca 2005 Naurańska Korporacja Fosforytowa zmieniła nazwę na Republic of Nauru Phosphate Corporation (RONPHOS). Było to spowodowane restrukturyzacją spółki, kontynuowaną w 2006 roku. W jej wyniku dokonano napraw i przebudowy instalacji oraz urządzeń, wykorzystywanych do wydobycia i transportu fosforytów oraz w celu zmniejszenia emisji pyłu. 

### Bankowość
Jedynym bankiem komercyjnym na wyspie był kontrolowany przez rząd Bank Nauru (ang. Bank of Nauru), pełniący zarazem funkcje banku centralnego państwa; upadł on w 2006; od tego czasu regulacje finansowe i usługi są świadczone przez Departament Finansów. Agencja Bendigo and Adelaide Bank zapewnia dostęp do usług depozytowych i oszczędnościowych na Nauru. Według Azjatyckiego Banku Rozwoju, Nauru powinno w dalszym ciągu kontynuować wysiłki na rzecz wzmocnienia swoich ram w zakresie przeciwdziałania praniu pieniędzy i zwalczania finansowania terroryzmu, aby kraj mógł ponownie połączyć się z międzynarodowym systemem finansowym.
W latach dziewięćdziesiątych XX i na początku XXI wieku Nauru stanowiło jedno z tzw. centrów finansowych offshore. Centralny Bank Rosji oszacował, że mafia rosyjska ulokowała w powyższy sposób Nauru 70 miliardów dolarów amerykańskich w samym tylko 1998 roku; brała w tym udział również Al-Ka’ida; pod naciskiem międzynarodowym Nauru uchwaliło odpowiednie przepisy, by ukrócić ten proceder do 2004 roku.
Bank Nauru stał się niewypłacalny w 1998 roku i upadł w 2006 z powodu polityki rządu, wykorzystującego bank do finansowania deficytu budżetowego.

### Turystyka

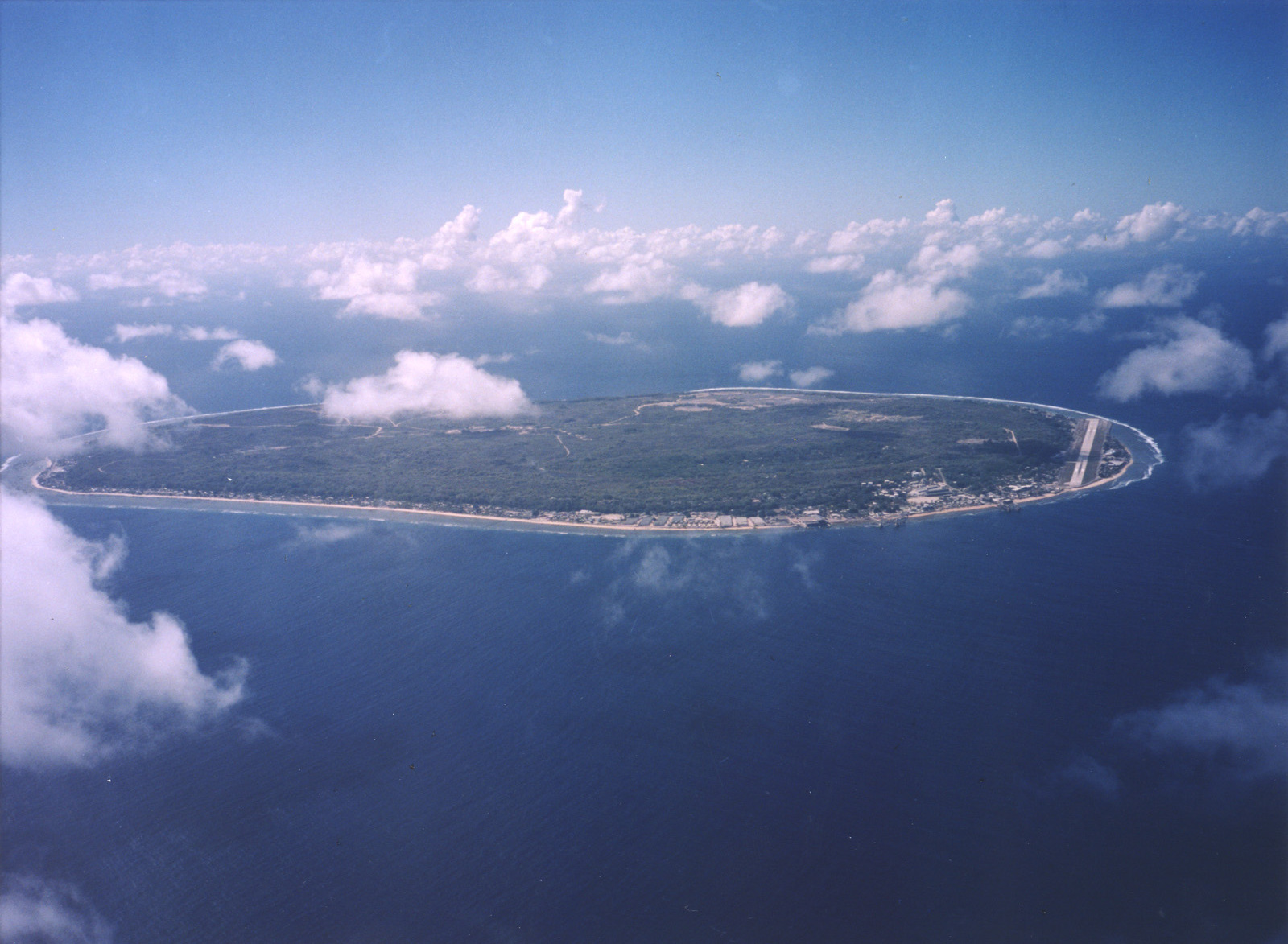
Widok na wyspę z lotu ptaka

Turystyka na wyspie w znacznym stopniu jest ograniczona z powodu skażenia środowiska na skutek eksploatacji fosforytów. W kraju znajdują się dwa hotele – Menen Hotel i OD-N-Aiwo Hotel. Na lotnisku podatek wynosi 25 dolarów australijskich. Z opłaty zwolnione są dzieci poniżej 12 roku życia, członkowie załogi, pasażerowie tranzytowi oraz osoby posiadające pisemne pozwolenie od Ministerstwa Sprawiedliwości Nauru.

### Transport

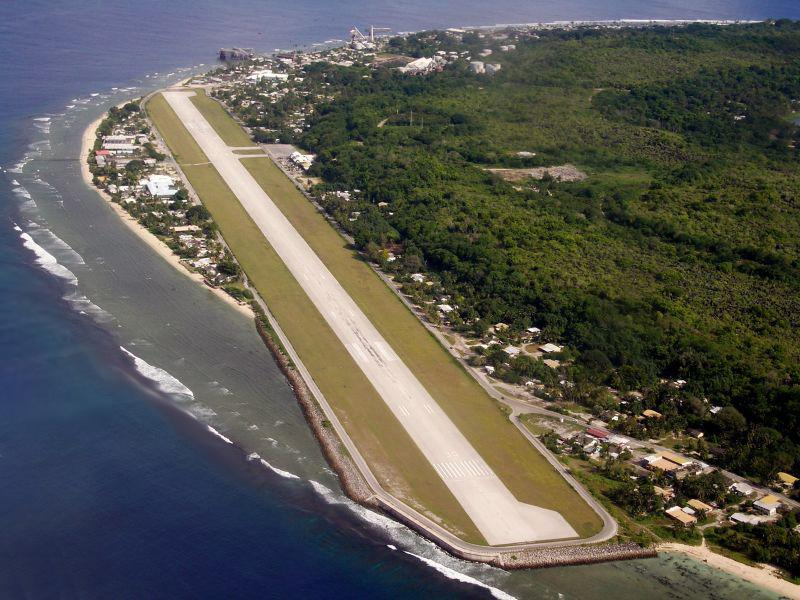
Pas startowy lotniska

Wyspa posiada drogi o długości 30 kilometrów, z czego jedna, o długości 24 km, jest utwardzona. Obowiązuje ruch lewostronny. Ponadto istnieje 5 kilometrów transportu kolejowego, używanego do przewozu fosforytów. Dzieci uczęszczające do szkoły przewożone są autobusem szkolnym.
14 lutego 1970 roku, po poszerzeniu portu lotniczego, zainicjowała działalność linia lotnicza Nauru – Air Nauru, która oferuje połączenia z Brisbane, Honiarą i Tarawą, a od listopada 2009 roku także z Nadi. Linia posiada 2 samoloty Boeing 737. W 1997 roku z usług linii lotniczej skorzystało 137 000 pasażerów.
Nauru Pacific Line było narodowym przedsiębiorstwem żeglugi morskiej. Jej flota posiadała pięć statków, natomiast 2 dzierżawiła. Statki te przewoziły dobra między Nauru i Australią. Przedsiębiorstwo stało się nierentowne w 1992 roku. Sprzedano wówczas wszystkie statki i zawarto umowę leasingową z australijskim odpowiednikiem.

## Sfera socjalna i edukacja

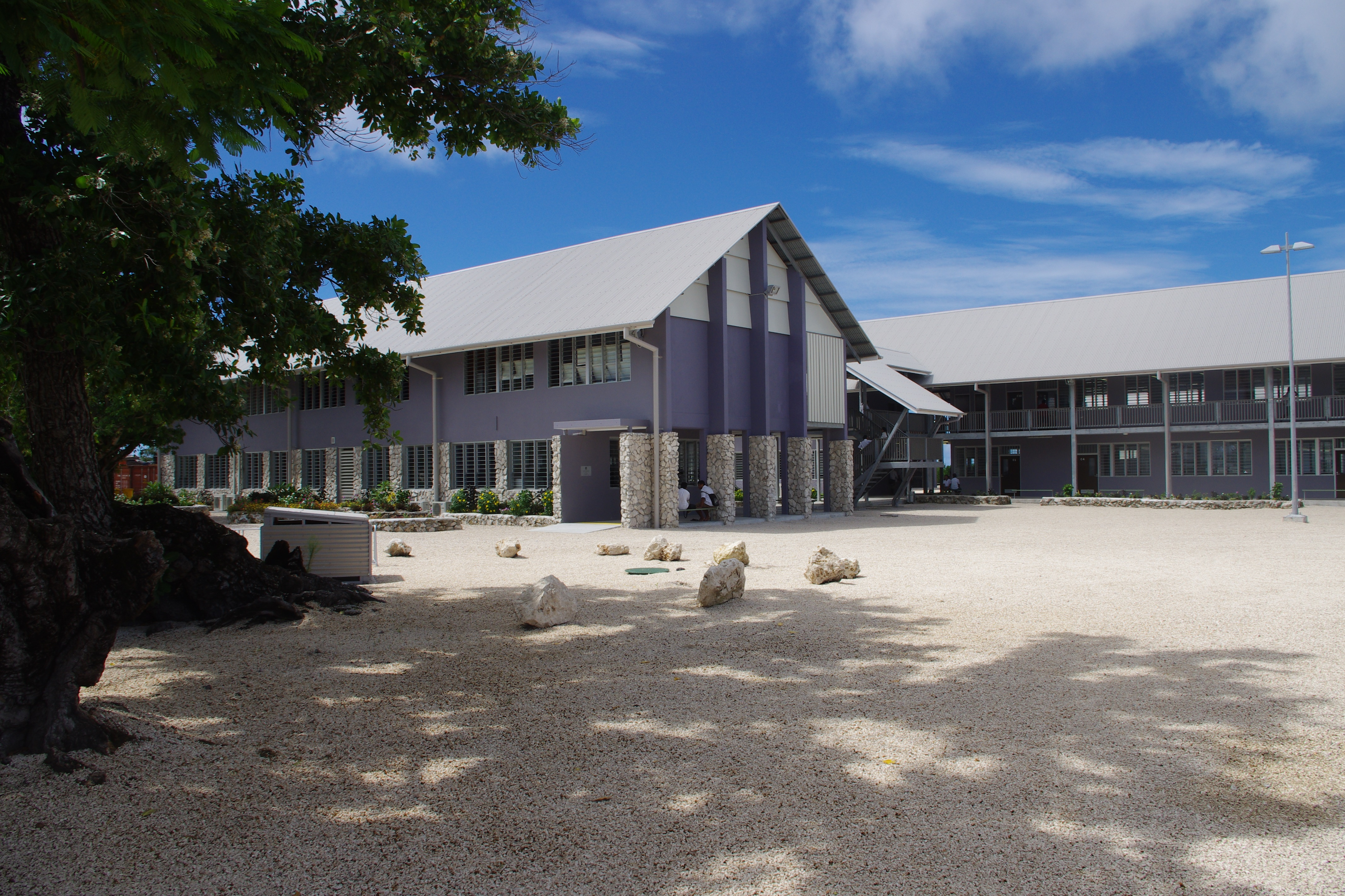
Szkoła średnia (2010)

Dzięki skutecznym działaniom w zakresie ochrony zdrowia udało się uniknąć w ostatnim czasie epidemii chorób zakaźnych wśród mieszkańców wyspy. Mimo to jednym z głównych problemów jest niedobór personelu medycznego (na wyspie pracuje pięcioro lekarzy), w związku z czym rząd stara się przyciągnąć jak najwięcej specjalistów w tej dziedzinie. Opieka medyczna jest świadczona bezpłatnie. W 2007 roku szacunkowe całkowite wydatki na zdrowie osiągnęły wartość 6,7 miliona dolarów amerykańskich (15,1% PKB).
W 2003 roku odsetek osób dorosłych chorych na cukrzycę był najwyższy na świecie (30,2%). Na wyspie znajdują się dwa szpitale – jeden dla mieszkańców Nauru, drugi – dla pracowników Nauruańskiej Korporacji Fosforytowej.
Nauruańczycy należą do najbardziej otyłych ludzi na świecie. 94,5% mieszkańców wyspy cierpi na otyłość. 90% dorosłych ma wyższy wskaźnik BMI niż średnia na świecie. Przyczyną jest spożywanie żywności peklowanej.
Szkolnictwo jest priorytetem rządu Nauru, który zobowiązał się promować rozwój talentów i osobowości dzieci, ich umiejętności umysłowych i fizycznych, tożsamości kulturowej, języka, przygotowanie do odpowiedzialnego życia w wolnym społeczeństwie. Prawo do edukacji posiadają wszyscy obywatele Nauru.
Edukacja jest bezpłatna, obowiązkowa dla dzieci od szóstego do piętnastego roku życia, natomiast kształcenie przedszkolne, które trwa maksymalnie dwa lata, jest nieobowiązkowe. Szkoła średnia dzieli się na dwie części. Pierwsze cztery klasy szkoły średniej są obowiązkowe, natomiast dwie kolejne – opcjonalne. W szkołach używa się głównie języka angielskiego. Nie ma szkół wyższych, dlatego studia odbywa się za granicą.
Na wyspie znajduje się sześć przedszkoli, dwie szkoły podstawowe oraz jedna szkoła średnia (Kayser College).

## Kultura
Kulturę Nauru tworzy tradycja i zwyczaje rdzennych mieszkańców wyspy. Potomkowie Polinezyjczyków i Mikronezyjczyków, rodzimych grup etnicznych i językowych, posiadają własną kulturę. Okres kolonialny wywarł negatywny wpływ na kulturę Nauru przez okcydentalizację.
Grupy etniczne posiadają własny styl rzemiosła, sztuki, tańca i form muzycznych, które stanowią część kultury Nauru. Złoża fosforytów zwabiły takie kraje, jak Wielka Brytania, Cesarstwo Niemieckie czy Australia, które władały wyspą do 1968 roku. Sytuacja polityczna negatywnie wpłynęła na kulturę Nauru. Pierwotne wierzenia i obyczaje są wciąż powszechne wśród tubylczych mieszkańców wyspy. Jedno z wierzeń dotyczy żeńskiego bóstwa Eijebong, oraz ducha ziemi Buitani. Wyimaginowana kraina duchów jest częścią kultury Nauru.
Na wyspie powstaje literatura. Jednym z utworów literackich jest A Beutifiul Prayer autorstwa Joanne Gobure. Tworzona jest także muzyka. Nauruańskim muzykiem jest Baron Waqa. Do tworzenia piosenek, wierszy i opowiadań inspiruje mieszkańców wyspy USP Extension Centre.
Festiwale są nieodłączną częścią stylu życia mieszkańców wyspy. Barwy, tradycyjny ubiór i żywiołowość ludzi widoczne są szczególnie podczas świąt Nauru.
26 października każdego roku świętuje się Święto Angam (ang. Angam Day), co w języku nauruańskim oznacza celebrację, triumf nad przeciwnościami losu. Obchodzi się je, ponieważ mimo przeciwności naród Nauru ciągle istnieje. Nauru doświadczyło wielu drastycznych spadków liczby ludności do 1000 osób, spowodowane epidemiami. W 1920 roku na skutek epidemii grypy populacja osiągnęła poziom 1068 osób. Spowodowało to obawy o dalsze przetrwanie wspólnoty narodu. Dopiero 26 października 1932 roku liczba ludności wzrosła do 1500 osób. Wówczas urodziła się dziewczynka imieniem Eidaruwo. 26 października jest świętem od 1941 roku. Kolejne spadki liczby ludności do 1500 osób odnotowano również podczas II wojny światowej.
W kraju prasa codzienna nie jest wydawana, istnieje jednak kilka tygodników lub dwutygodników, takich jak Bulletin, Central Star News oraz The Nauru Chronicle. Nauru Television nadaje program z Nowej Zelandii, zaś Radio Nauru nadaje audycje z Radio Australia i BBC. Sklepy otwarte są od poniedziałku do piątku od 9:00 do 17:00, w soboty i niedziele – od 9:00 do 13:00.
Od września 1998 roku dostęp do Internetu oferuje firma CenpacNet. Nie ma oficjalnych danych na temat liczby użytkowników Internetu.
Na wyspie istnieje telekomunikacja. Wiele apartamentów publicznych posiada dostęp do międzynarodowego systemu IDD, ale ponieważ usługa jest prowadzona przez sieć firm australijskich, międzynarodowe połączenia telefoniczne odbywają się za pośrednictwem tych operatorów. Międzynarodowy numer kierunkowy do Nauru to +674. Telefony na wyspie są niezgodne ze standardem telefonii komórkowej GSM, w związku z czym, aby zadzwonić, należy wypożyczyć telefon zgodny z innym formatem.

### Sport

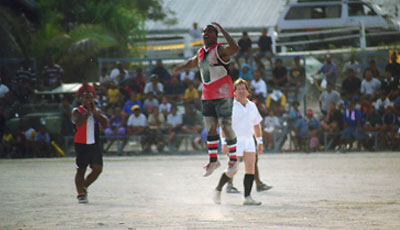
Mecz futbolu australijskiego, rozgrywany na Linkbelt Oval

Futbol australijski jest najpopularniejszą dyscypliną sportową na Nauru. W lidze bierze udział dwanaście klubów. Wszystkie mecze rozgrywane są na jedynym ukończonym stadionie na wyspie, Linkbelt Oval. Uprawiana jest również lekkoatletyka, jednak żaden lekkoatleta Nauru nigdy nie zakwalifikował się do Igrzysk Olimpijskich.
Wyspa posiada też narodową reprezentację w piłce nożnej. 2 października 1994 roku reprezentacja Nauru rozegrała jeden mecz, wygrywając z reprezentacją Wysp Salomona 2:1.
Nauru jest uczestnikiem igrzysk Wspólnoty Narodów oraz Letnich Igrzysk Olimpijskich. Marcus Stephen został wielokrotnym złotym medalistą w podnoszeniu ciężarów podczas Igrzysk Wspólnoty Narodów, a także srebrnym medalistą mistrzostw świata w podnoszeniu ciężarów 1999. Jego nazwisko zostało umieszczone w Hali Sław Podnoszenia Ciężarów. Został on później prezydentem republiki.

## Demografia

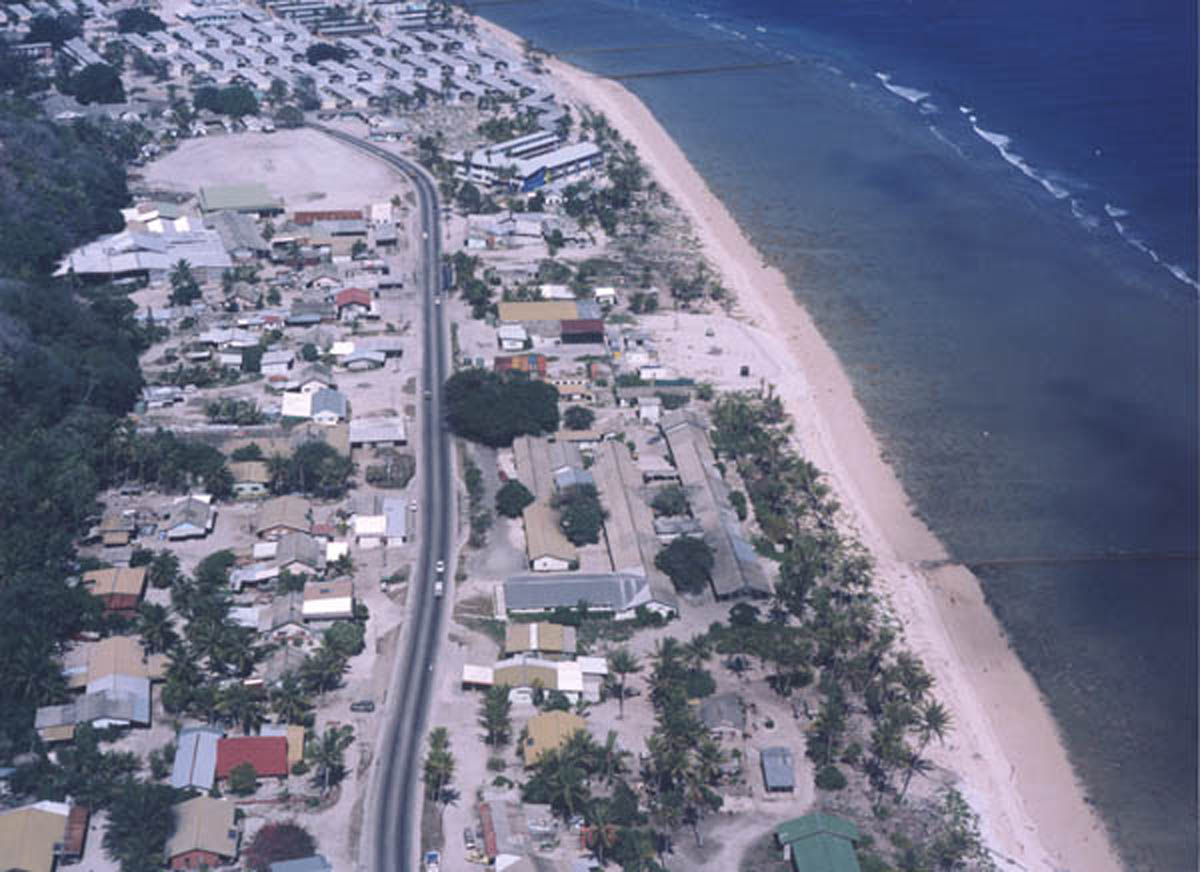
Nauruańskie osiedla: Denigomodu oraz Nibok

Większość ludności kraju ulokowała się nad cienkim, nadmorskim pasie z powodu zniszczeń, jakie spowodowało wieloletnie wydobycie fosforytów prowadzone w środkowej części wyspy.
W 1968, w roku proklamowania niepodległości, liczba ludności na wyspie wynosiła trzy tysiące osób.
Pod koniec 2006 roku wyspę zamieszkiwało 9872 mieszkańców. Wcześniej liczba ludności była nieco wyższa, ale w 2006 roku terytorium państwa opuściło około 1500 osób w wyniku repatriacji imigrantów z Kiribati i Tuvalu.
Ekspatriacja ta była spowodowana przede wszystkim redukcją wydobycia fosforytów. Ludność wyspy stanowią w 58% Nauruańczycy, którzy są rdzennymi mieszkańcami kraju. Oprócz nich mieszkają tu inni Mikronezyjczycy (26%), Chińczycy (8%), Filipińczycy oraz ludność pochodzenia europejskiego (8%).
Płodność w Nauru oszacowano w 2007 roku na 24,47 na 1000 mieszkańców, śmiertelność – 6,65 na 1000 mieszkańców. Przyrost naturalny wyniósł 1,781%. Umieralność niemowląt – 9,6 na 1000 urodzeń. Odsetek osób w wieku poniżej 14 lat wyniósł w 2007 roku 36,4% populacji, w wieku 15–64 lat – 61,6%, natomiast wśród osób powyżej 64 lat – 2%. Średnia długość życia wyniosła w 2007 roku 60 lat dla mężczyzn oraz 67 – dla kobiet. Wskaźnik piśmienności dorosłych w 2004 roku wyniósł 96%. Językami urzędowymi wyspy są język nauruański oraz język angielski.
| Dystrykt   | Powierzchnia (km²) | Ludność (2011) |
| ---------- | ------------------ | -------------- |
| Aiwo       | 1,00 km²           | 1220           |
| Anabar     | 1,43 km²           | 452            |
| Anetan     | 1,00 km²           | 587            |
| Anibare    | 3,14 km²           | 226            |
| Baiti      | 1,23 km²           | 513            |
| Boe        | 0,66 km²           | 851            |
| Buada      | 2,66 km²           | 739            |
| Denigomodu | 1,18 km²           | 307            |
| Ewa        | 1,17 km²           | 446            |
| Ijuw       | 1,12 km²           | 178            |
| Meneng     | 2,88 km²           | 1380           |
| Nibok      | 1,36 km²           | 484            |
| Uaboe      | 0,97 km²           | 318            |
| Yaren      | 1,50 km²           | 747            |
| Nauru      | 21,30 km²          | 10084          |

### Statystyki demograficzne
| Statystyki demograficzne (2021) | Statystyki demograficzne (2021)    |
| ------------------------------- | ---------------------------------- |
| Liczba ludności                 | 9 770                              |
| Ludność według wieku (2020)     |                                    |
| 0–14 lat                        | 1 337 mężczyzn/1 684 kobiet        |
| 15–24 lat                       | 734 mężczyzn/866 kobiet            |
| 25–54 lat                       | 2 115 mężczyzn/2 050 kobiet        |
| 55–64 lat                       | 262 mężczyzn/396 kobiet            |
| ponad 64 lata                   | 122 mężczyzn/219 kobiet            |
| Mediana wieku                   |                                    |
| w całej populacji               | 27 lat                             |
| mężczyzn                        | 28,2 lat                           |
| kobiet                          | 25,9 lat                           |
| Przyrost naturalny (2021)       | 0,42%                              |
| Współczynnik urodzeń            | 21,49 urodzeń/1000 mieszkańców     |
| Współczynnik zgonów             | 6,24 zgonów/1000 mieszkańców       |
| Współczynnik migracji           | -11,05 emigrantów/1000 mieszkańców |
| Ludność według płci (2020)      |                                    |
| przy narodzeniu                 | 0,84 mężczyzn/kobiet               |
| poniżej 15 lat                  | 0,79 mężczyzn/kobiet               |
| 15–24 lat                       | 0,85 mężczyzn/kobiet               |
| 25–54 lat                       | 1,03 mężczyzn/kobiet               |
| 55–64 lat                       | 0,66 mężczyzn/kobiet               |
| ponad 64 lata                   | 0,56 mężczyzn/kobiet               |
| Umieralność niemowląt (2021)    |                                    |
| w całej populacji               | 7,96 martwych/1000 żywych urodzeń  |
| płci męskiej                    | 10,25 martwych/1000 żywych urodzeń |
| płci żeńskiej                   | 5,59 martwych/1000 żywych urodzeń  |
| Oczekiwana długość życia        |                                    |
| w całej populacji               | 67,62 lat                          |
| mężczyzn                        | 64,06 lat                          |
| kobiet                          | 71,2 lat                           |
| Rozrodczość                     | 2,65 urodzeń/kobietę               |

## Religia

### Wyznania
Na Nauru nie ma oficjalnej religii państwowej. Konstytucja zapewnia wolność religijną, jednak rząd ogranicza to prawo w zakresie praktyk religijnych mormonom oraz Świadkom Jehowy, z których większość to pracownicy zagraniczni zatrudnieni przez Nauruańską Korporację Fosforytową.

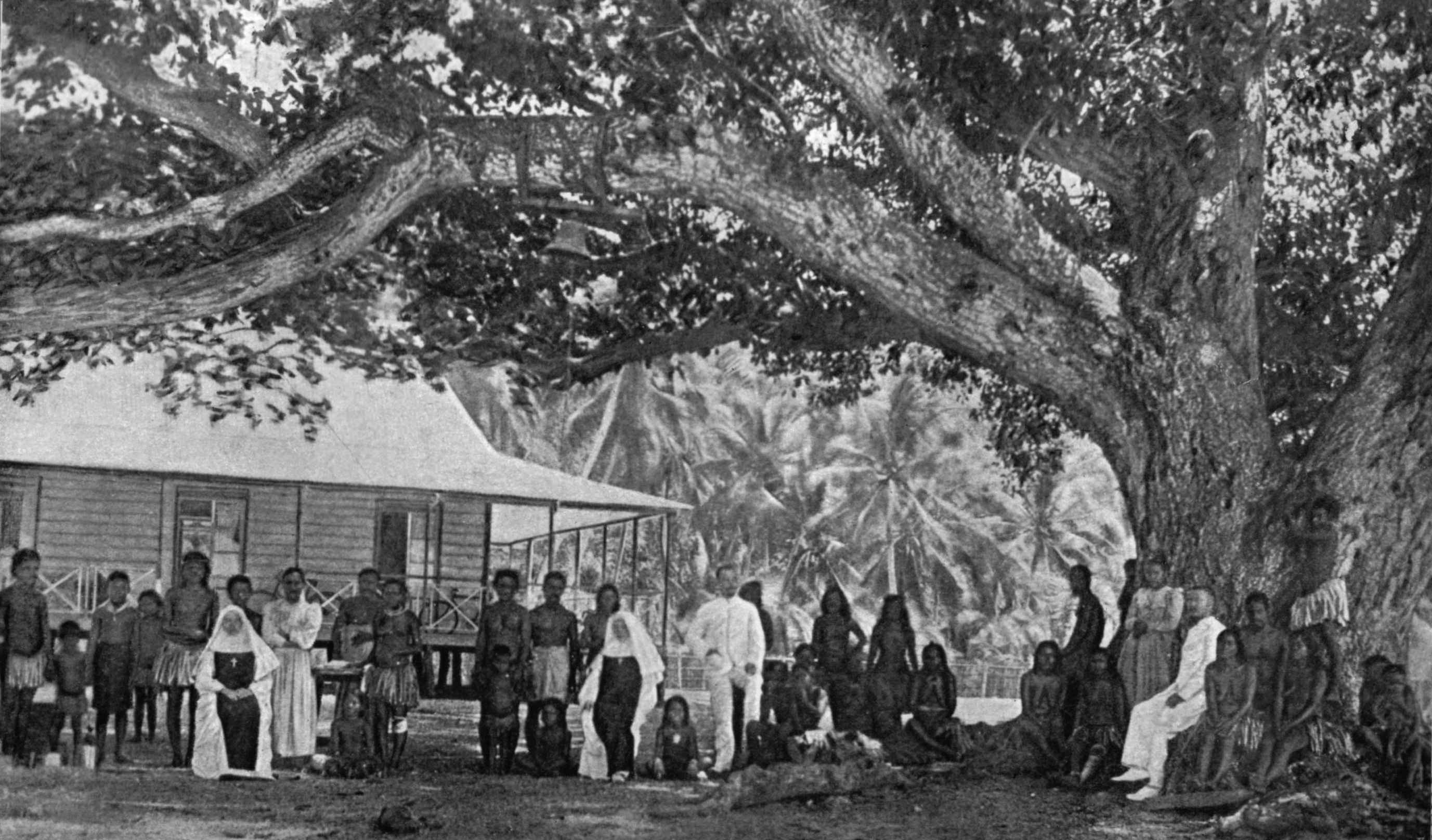
Misja katolicka (1914)

Najwięcej wyznawców posiadają kościoły chrześcijańskie. Według spisu z 2002 roku około dwóch trzecich chrześcijan uważało się za protestantów, jedna trzecia – za rzymskich katolików. Najliczniejszą grupę wyznawców ma Kościół Kongregacjonalny. Na wyspie aktywnych jest kilka organizacji misjonarskich, w tym anglikańska, metodystyczna i katolicka. Trzecią pod względem liczebności grupę (po kongregacjonalizmie i katolicyzmie) stanowią zielonoświątkowcy. Mieszkają tu także adwentyści, Świadkowie Jehowy i mormoni.
Chrześcijaństwo wprowadzili na Nauru niemieccy misjonarze.
Pierwszym misjonarzem był protestant Philip Delaporte, który we współpracy z Timothym Detudamo i Jacobem Aroim opracował pierwszy słownik niemiecko-nauruański.
Drugim misjonarzem był katolik Alois Kayser. W 1936 opracował on gramatykę języka nauruańskiego. Na Nauru znajduje się szkoła nazwana jego imieniem. Obydwaj misjonarze przybyli na wyspę na przełomie XIX i XX wieku.
W 2006 roku Nauru opuścili liczni chrześcijanie z Tuvalu i Kiribati z powodu zawieszenia wydobycia fosforytów w Nauruańskiej Korporacji Fosforytowej, której byli pracownikami.
Wyznawców religii chińskich (buddystów, taoistów i konfucjanistów) było w roku 2002 około trzech procent. Wśród mieszkańców wyspy znajdują się również wyznawcy bahaizmu i Niezależnego Kościoła Nauru.
| Religie Nauru                       | Religie Nauru | Religie Nauru | Religie Nauru | Religie Nauru |
| ----------------------------------- | ------------- | ------------- | ------------- | ------------- |
| Religia                             |               | procent       |               |               |
| protestantyzm                       |               | 45,6          |               |               |
| katolicyzm                          |               | 33,2          |               |               |
| religie plemienne                   |               | 8,1           |               |               |
| buddyzm                             |               | 1,1           |               |               |
| inne religie                        |               | 7,5           |               |               |
| brak religii                        |               | 4,5           |               |               |
| Źródło: Pew Research Center (2010). |               |               |               |               |

### Rodzima mitologia
Według mitologii ludów Oceanii znaczącą rolę w stworzeniu świata odegrał pająk Areop-Enap. Zgodnie z tą koncepcją na początku był Areop-Enap i przestrzeń. Pewnego dnia Areop-Enap znalazł muszlę małża. Po wielu trudnościach udało mu się ją otworzyć i pająk wkradł się do środka. W muszli było ciasno i ciemno. Areop-Enap znalazł w niej dwa ślimaki, mniejszego i większego, którym przekazał część swojej mocy. Z mniejszego stworzył księżyc. W słabym świetle księżyca ujrzał robaka, który zajął się rozdzieleniem dolnej i górnej części muszli. Stały się one ziemią i niebem. Robak pracował tak ciężko, że jego słony pot wypełnił dolną część muszli i utworzył morze. Po skończonej pracy robak padł z wyczerpania. Wtedy Areop-Enap z drugiego ślimaka stworzył słońce.

## Święta państwowe
| Data                  | Polska nazwa            | Oryginalna nazwa |
| --------------------- | ----------------------- | ---------------- |
| 1 stycznia            | Nowy Rok                | New Year’s Day   |
| 31 stycznia           | Święto Niepodległości   | Independence Day |
| święta ruchome        | Święta Wielkanocne      | Easter           |
| 17 maja               | Dzień Konstytucji Nauru | Constitution Day |
| 26 października       | Święto Angam            | Angam Day        |
| 25 grudnia–26 grudnia | Boże Narodzenie         | Christmas        |